# 耶律鐸軫
耶律鐸軫（やりつ たくしん、生没年不詳）は、遼（契丹）の軍人。字は敵輦。積慶宮（耶魯盌オルダ）の出身。

## 経歴
統和年間に出仕した。性格は単純で、些末なことにこだわらなかったので、当時の人は最初かれを短慮な人物とみなした。鐸軫は北宋に対する侵攻に従軍すると、緋色の絹を介冑の上から着てわざと目立ち、騎馬で敵陣に突入して、多くの宋兵をほふった。皇太后がこれを見て喜び、厚く賞与した。これ以後、鐸軫はもっぱら軍事を任されるようになった。まもなく東北詳穏に任じられた。開泰2年（1013年）、阻卜を征討して撃破した。
重熙年間、東北路統軍使・天徳軍節度使を歴任した。重熙17年（1048年）、西方辺境に築城するための土地の選定にあたり、戦艦の建造を命じられて楼船130隻を完成させた。後に西夏を攻撃するにあたって、鐸軫は別道から進軍し、河浜で本軍と合流した。西夏軍が黄河の岸に陣を布いて固めていたので、興宗は鐸軫の建造した戦艦を率いて河を遮断し、西夏の陣営を攻撃すると、大勝をおさめた。鐸軫は在官のまま死去した。享年は70。
子の耶律低烈は、観察使や節度使を歴任した。

## 伝記資料
- 『遼史』巻93 列伝第23